# Sabah Fighali
Sabah  Fighali en árabe: صباح y nacida como Jeanette Gergis Al-Feghal (Beirut, Líbano, 10 de noviembre de 1927 − ibídem, 26 de noviembre de 2014) fue una actriz y cantante libanesa cuya carrera se extendió desde mediados de la década de 1940 hasta finales de la década de 2000.

## Biografía
Sabah nació en 1927 en Beirut, Líbano, aunque otros registros dicen que su lugar de nacimiento es la aldea de Bdadoun. Su carrera comenzó en la década de 1940 como cantante y luego como actriz en películas egipcias al mismo tiempo que continuaba su carrera de cantante. En su haber tiene editados más de 50 álbumes y actuó en 86 películas, así como cerca de 20 piezas de teatro siendo ella una de las más prolíficas cantantes árabes con alrededor de 3500 canciones en su repertorio. Una de sus películas más exitosas fue junto a Abdel Halim Hafez en "Sharia el hub" y muchas de sus más exitosas obras teatrales fueron junto al cantante Wadih Al Safi. 
Durante sus últimos años de actividad siguió llevando a cabo tanto conciertos como participaciones en televisión, incluyendo programas como Star Academy versión Libanesa (el equivalente árabe del programa que se emite en Reino Unido). 
Sabah es llamada cariñosamente por sus admiradores como "Sabbouha" diminutivo de Sabah, también se la conoce como "Al Shahroura" (el canto de aves). Ella se caracterizaba por su animada y expresiva voz, en especial la capacidad para mantener a una sola nota por más de un minuto sobre todo cuando estaba realizando el “Ataba” (Canto poético) además de su vibrante rugido característico a la hora de interpretar canciones de dabke (Baile Folclórico). 

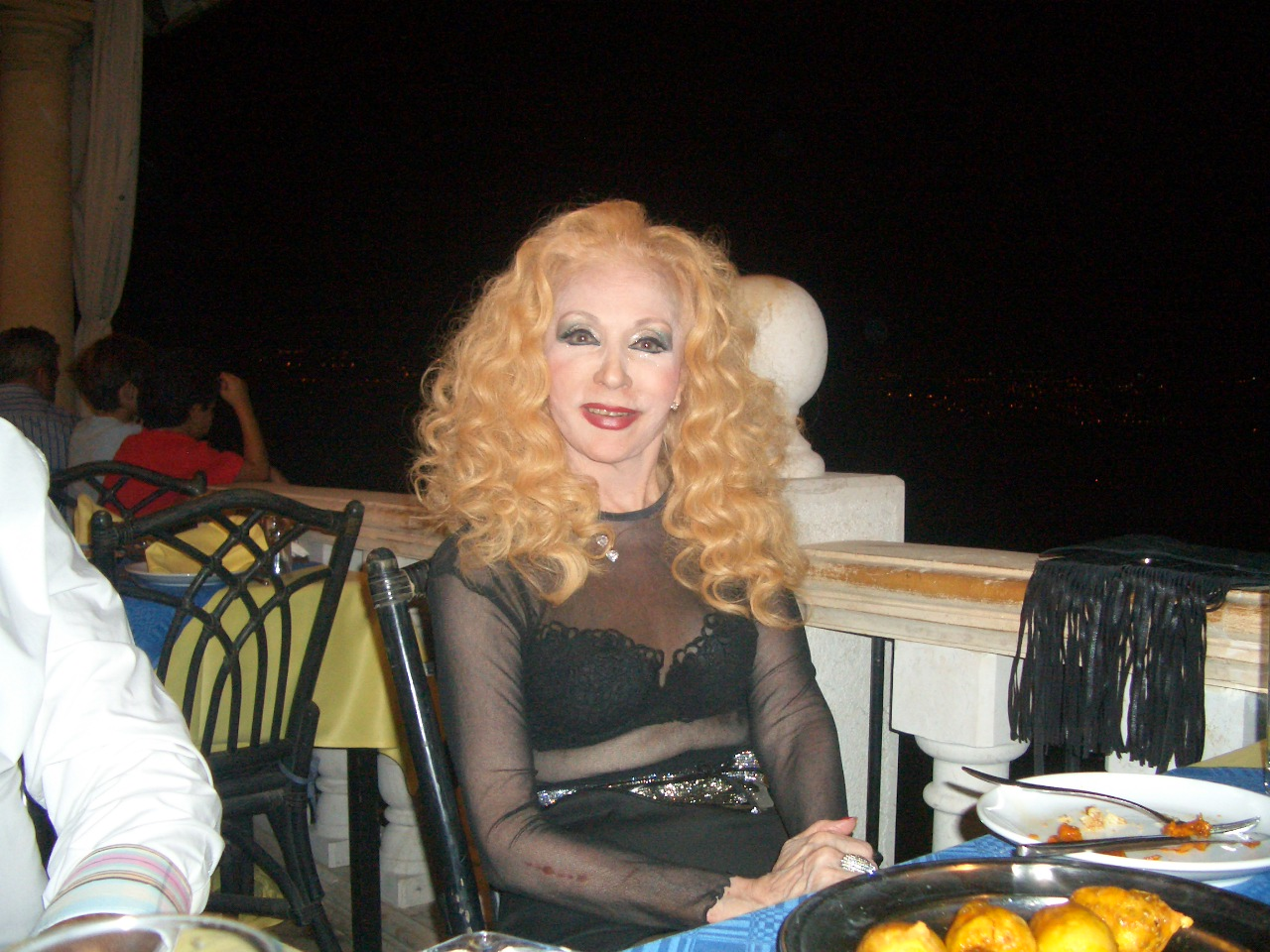
La cantante Sabah, 2007

En 2006 participó en un videoclip junto con la cantante libanesa Rola haciendo una versión de uno de sus éxitos de 1960.

### Vida personal
Sabah tuvo dos hijos y estuvo casada nueve veces, la pareja más recientemente fue con Omar Mihio ("Señor Líbano") en 2003. La relación no duró mucho, y en 2004 ella admitió que había sido un ardid para catapultar la carrera de Omar la cual se estaba iniciando. Sus exmaridos fueron Najib Shammas (con quien tuvo su primer hijo Sabah Shammas), Khalid bin Saud bin Abdulaziz Al Saud, Anwar Mansy (con quien tuvo su segunda hija Hewayeda Mansy, la cual es actriz), presentador de la televisión egipcia Ahmed Farrag, Rushdy Abaza (con quien estuvo casada durante tres días en 1967),  Youssef Shaaban, Joe Youssef Hammoud, Wassim Tabbara y Fadi Kuntar, alias de Fadi Lubnan.

### Legado
En el año 2022, su tema musical Saat, saat (Horas, horas), fue incluido de forma remixada como parte de la banda sonora de la serie televisiva Moon Knight de Marvel Studios, trasmitido por la plataforma Disney+. La inclusión de temas clásicos de la música árabe como parte de la banda sonora de la exitosa serie ha sido recibida con gran agrado por el público árabe, despertando un notable interés en las nuevas generaciones, quienes redescubrieron a Sabah y las canciones del pasado.

## Filmografía
(Se destacan las más importantes)
- Aydi el naema (1963)
- Motamarreda (1963)
- Jaoz marti (1961)
- Rajul el thani (1960)
- Ataba el khadra (1959)
- Sharia el hub (1959) (Junto con Abdel Halim Hafez)
- Salem al habaieb (1958)
- Izhay ansak (1956)
- Wahabtak hayati (1956)
- Khatafa mirati (1954)
- Lahn hubi (1954)
- Zalamuni el habaieb (1953)
- Khadaini abi (1951)
- Okhti Satuta (1950)
- Sabah el kheir (1948)
- Adoue el murra (1947)
- Awal nazra (1947)
- Express el hub (1947)
- Hadaya (1947)
- Kalbi wa saifi (1947)
- Bint el shark (1946)
- Bolbol effendi (1946)
- Shamha tahtarek (1946)
- Sirr abi (1946)
- Awal el shahir (1945)
- El-qalb louh wahid (1945)
- Haza ganahu abi (1945)
- Ana Satuta (1944)
- Lubnani fel gamaa (1943)
- Sa'a saba (1938)